# Cyperus holostigma
Cyperus holostigma là loài thực vật có hoa trong họ Cói. Loài này được C.B.Clarke ex Schweinf. mô tả khoa học đầu tiên năm 1894.